# Matthieu Bonhomme
Pour les articles homonymes, voir Bonhomme.
Matthieu Bonhomme, né le 17 juin 1973 à Paris, est un auteur de bande dessinée français.

## Biographie

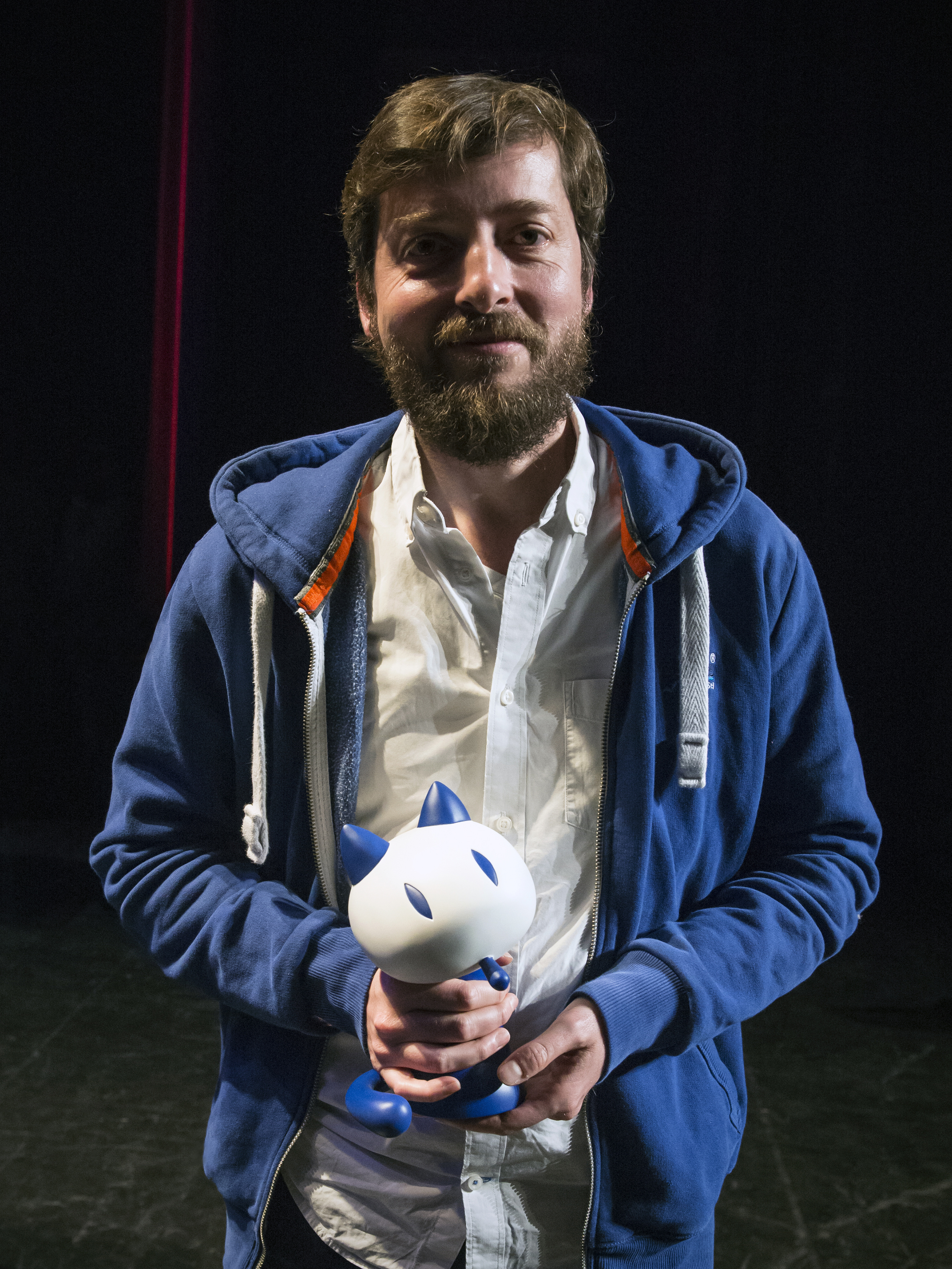
Matthieu Bonhomme avec le fauve du prix du public en 2017.

Dans son enfance, Matthieu Bonhomme apprécie l’œuvre de Peyo. Plus tard, il obtient un BTS d'art appliqué et fait la connaissance de Christian Rossi, de Jean-Claude Mézières et de Serge Le Tendre, qui l'initient à la bande dessinée. Il travaille pour des magazines de jeunesse, dont Spirou. Il a illustré un livre pour enfants, Contes et récits de la Conquête de l'Ouest, paru chez Nathan. Il dessina son premier album pour Okapi, Victor et Anaïs, publié chez Carabas. À l'atelier des Vosges, il rencontre Gwen de Bonneval et Fabien Vehlmann, qui deviennent respectivement scénaristes de Messire Guillaume et des Aventures du marquis d'Anaon.
Il fonde par la suite avec Gwen de Bonneval un nouvel atelier, « l’Atelier du Coin ». Il y retrouve Stéphane Oiry, Nicolas Hubesch, Marie Caillou, le scénariste et coloriste Hubert et le photographe Charlie Jouvet. Il reçoit le Alph-Art du meilleur premier album au festival d'Angoulême 2003 avec L'âge de la raison. En 2004, à l'Atelier du Coin, naît Capsule cosmique, une revue jeunesse dirigée par Gwen de Bonneval et éditée par Milan. Matthieu Bonhomme y publie Le Voyage d’Esteban, sa première bande dessinée solo. Elle est ultérieurement publiée en album chez Dupuis.
Il collabore avec Lewis Trondheim pour réaliser Omni-visibilis. Messire Guillaume, avec Gwen de Bonneval au scénario, reçoit le Prix intergénérations au festival d'Angoulême 2010. Toujours avec Lewis Trondheim, il dessine Texas Cowboys, un western prépublié dans Spirou puis édité par Dupuis.
En 2015, pour les soixante-dix ans du cow-boy créé par Morris, il dessine un one shot de Lucky Luke. Son personnage Esteban a notamment été très influencé par le trait de Morris pour Lucky Luke. Paru en avril 2016, l'album intitulé L'Homme qui tua Lucky Luke rencontre un succès public rapide et se retrouve dans les meilleures ventes de cette période. Le succès critique suit, avec notamment le Prix Saint-Michel 2016 du meilleur album décerné par la Ville de Bruxelles, la sélection au Festival d'Angoulême 2017 puis le Prix du public Cultura,.
En 2018 paraît chez Dargaud le premier volume de Charlotte impératrice, une série de bande dessinée biographique consacrée à Charlotte de Belgique, avec Fabien Nury au scénario.

## Œuvre
Lorsqu'un collaborateur est mentionné, il s'agit d'un scénariste.
- Victor & Anaïs t. 1 : Un duo contre tria, avec Jean-Michel Darlot, Carabas, 2002. Prépublié dans Okapi en 2000.
- L'Âge de raison, Carabas, 2002.
- Le Marquis d'Anaon, avec Fabien Vehlmann, Dargaud :

1. L'Île de Brac, 2002.
2. La Vierge noire, 2003.
3. La Providence, 2004.
4. La Bête, 2006.
5. La Chambre de Khéops, 2008.

- Le Voyage d'Esteban (t. 1-2) puis Esteban (t. 3-4-5) :

1. Le Baleinier, Milan, coll. « Capsule cosmique », 2005.
2. Traqués !, Milan, coll. « Capsule cosmique », 2006.
3. La Survie, Dupuis, 2009.
4. Prisonniers du bout du monde, Dupuis, 2012.
5. Le sang et la glace, Dupuis, 2014.

- Messire Guillaume, avec Gwen de Bonneval, Dupuis, coll. « Repérages :

1. Les contrées lointaines, janvier 2006.
2. Le pays de vérité, mai 2007.
3. Terre et mère, janvier 2009. Prix intergénérations du festival d'Angoulême 2010.
4. L'esprit perdu, intégrale non colorisée des trois tomes, format à l'italienne (demi-planches), novembre 2009

- Omni-visibilis, avec Lewis Trondheim, Dupuis, 2010.
- Texas Cowboys, avec Lewis Trondheim, Dupuis.

1. Texas Cowboys, 2012. Prépublié dans Spirou en 2011-2012.
2. Texas Cowboys 2, 2014. Prépublié dans Spirou en 2013-2014.

- L'Homme qui tua Lucky Luke, Lucky Comics, 2016 - Sélection officielle du Festival d'Angoulême 2017
- Charlotte Impératrice, avec Fabien Nury (scénario), couleurs d'Isabelle Merlet, Dargaud

1. La Princesse et l'archiduc, 2018.  (ISBN 978-2-205-07783-4)
2. L'Empire[7], juin 2020  (ISBN 978-2-205-07956-2)
3. Adios, Carlotta, mai 2023  (ISBN 978-2205-20329-5)

- Wanted Lucky Luke, Lucky Comics, avril 2021

## Distinctions
- 2002 :  Prix Saint-Michel de l'avenir (prix Iris) pour L'Île de Brac (Le Marquis d'Anaon, tome 1), avec Fabien Vehlmann
- 2003 : Alph-Art du meilleur premier album au festival d'Angoulême pour L'Âge de raison
- 2010 : Prix intergénérations au festival d'Angoulême pour Messire Guillaume t. 3 (avec Gwen de Bonneval)
- 2016 : Prix Saint-Michel du meilleur album pour L'Homme qui tua Lucky Luke[8]
- 2017 : Prix du public Cultura du festival d'Angoulême pour L'Homme qui tua Lucky Luke